# آنابل کرافت
آنابل کرافت (انگلیسی: Annabel Croft؛ زاده ۱۲ ژوئیهٔ ۱۹۶۶) یک تنیس‌باز اهل بریتانیا است.